# 于冠華
于冠華（ウ クヮンファ）は、台湾の男性シンガーソングライターである。

## 来歴・人物
- 1988年 後の妻となる女優の方文琳が映画「旧情綿綿」に主演し、知られるようになった。
- 1993年 于と方がデュエット・シングルを発表。
- 1996年 結婚し、2児を授かる。
- 1998年 方が歌手や女優業に復帰。
- 2002年 方が于の度重なる不倫に悩まされていた。
- 2006年5月 于が不倫相手とホテルに入るところをゴシップ誌にスクープされ、破局に至る。
- 5月10日 淡水戸政事務所で離婚手続きを完了。
- 5月11日 于が記者会見を行い、方文琳との離婚を発表した。マスコミの追及を恐れて3日間ほど公の場に姿を見せなかったが「離婚は全て自分の責任であり、自分は方の夫にふさわしくない人間だ」と語った。

## ディスコグラフィ
- 情願愛你（1994年）